# Çetinkaya TSK
Çetinkaya Türk Spor Kulübü ist ein zyperntürkischer Fußballverein aus der nordzyprischen Hauptstadt Nikosia. Der Verein spielt derzeit in der Kuzey Kıbrıs Süper Ligi, der höchsten Spielklasse der Türkischen Republik Nordzypern. Der Fußballverein gehört zu den erfolgreichsten des Landes.

## Geschichte
Lefkoşa Türk Spor Kulübü wurde 1930 gegründet und war ein Gründungsmitglied der First Division im Jahr 1934. Er war der einzige Verein in der Liga, der aus Nordzypern stammt (mit sieben südzyprischen Vereinen: 
AEL Limassol, Trast AC, Olympiakos Nikosia, Aris Limassol, APOEL Nikosia, Anorthosis Famagusta und EPA Larnaka).
Der Verein fusionierte mit dem 1943 gegründeten Verein Çetinkaya Türk Asnaf Ocağı im Jahr 1949. Daraufhin folgte die Namensänderung in Çetinkaya Türk Spor Birliği. Nach der Neugründung des Kıbrıs Türk Futbol Federasyonu ist der Verein Mitgründer der Birinci Lig. Çetinkaya TSK ist die einzige Mannschaft, die sowohl das zyprische Double (Meisterschaft und Pokalwettbewerb) als auch das nordzyprische Double gewonnen hat. (Stand 2014)

## Spieler
- Serkan Önet (2004–)

## Erfolge

### Als Mitglied des zyprischen Fußballverbands (bis 1954)
- First Division: (1)

1951
- Zyprischer Fußballpokal: (2)

1952, 1954
Finalteilnahmen (1): 1953
- Pakkos Shield: (3)

1951, 1952, 1954

### Als Mitglied des Türkischen Fußballverbandes auf Zypern
- Kuzey Kıbrıs Süper Ligi: (14)

1957–58, 1959–60, 1960–61, 1961–62, 1969–70, 1996–97, 1997–98, 1999–00, 2001–02, 2003–04, 2004–05, 2006–07, 2011–12, 2012–13
- Kıbrıs Kupası und Federasyon Kupası:[1] (17)

1956, 1957, 1958, 1959, 1960, 1963, 1969, 1970, 1976, 1991, 1992, 1993, 1996, 1999, 2001, 2006, 2011
Finalteilnahmen (1): 1998
- Cumhurbaşkanlığı Kupası (Supercup): (7)

1991, 1992, 1993, 1996, 1998, 2001, 2006, 2011, 2012
Finalteilnahmen (3): 1997, 1999, 2000
- Dr. Fazıl Küçük Kupası: (5)

1992, 1993, 1996, 1998, 2000
Finalteilnahmen (3): 1991, 1999, 2001
- Başbakanlık Kupası (Ministerpräsidentencup) : (0)

Finalteilnahmen (2): 1990, 1998